# Курчански лиман
Курчански лиман (рус. Курчанский лиман) језеро је лиманског порекла у делти реке Кубањ, на северу Таманског полуострва. Налази се на западу Краснодарске покрајине Русије, а његова целокупна акваторија административно припада Темрјучком рејону. Део је знатно пространије групације Кубањских лимана. 
Површина акваторије лимана је око 55 км2, просечна дубина воде у њему око 1,2 метра, а максимална дужина око 20 км. Главни извор слатке воде у језеру је рукавац канал који води од главног тока реке Кубањ, а на северу је такође каналом спојен са Азовским морем. Слатководна је акваторија и његова вода се користи за наводњавање и водоснабдевање.
На његовој западној обали се налази град Темрјук, док је на јужној обали станица Курчанскаја.